# Tamara Labas
Tamara Labas, auch Tamara Labas-Primorac (* 1. Januar 1968 in Zagreb), ist eine deutsche Dichterin und Schriftstellerin mit kroatischen Wurzeln.

## Leben
Tamara Labas kam im Alter von zwei Jahren nach Frankfurt am Main, nachdem ihre Eltern bereits zuvor als Gastarbeiter dorthin emigriert waren. Sie besuchte die Frankfurter Willemerschule und dann das Schillergymnasium bis zur 8. Klasse. Mit 13 Jahren ging sie nach Kroatien, wo sie ihre Schulbildung fortsetzte und die Matura erwarb. Nach der Immatrikulation an der Philosophischen Fakultät der Universität Zagreb für das Studium der Germanistik und Anglistik kehrte sie nach Frankfurt zurück und absolvierte dort das Studium der Germanistik und Kunstgeschichte an der Johann Wolfgang Goethe-Universität mit dem Abschluss Magister Artium.
Statt wie ursprünglich geplant zu promovieren, arbeitete sie eine Zeit lang als Übersetzerin für Flüchtlinge des bosnischen Bürgerkriegs und absolvierte eine  Weiterbildung als psychoanalytische Paar-, Familien- und Sozialtherapeutin am Institut für Psychoanalyse und Psychotherapie Gießen e.V. Sie erlangte einen NLP Master,  DVNLP bei Michael H. Kleins Forum für Meta-Kommunikation in Frankfurt.
Von 2014 bis 2018 war Labas Vorsitzende des Literaturclubs der Frauen aller Welt e.V.  Bei der Tagung „Novalis im Visier“ 2017 in Weißenfels wurde sie im Internationalen P.E.N. Club Exil – Sektion deutschsprachige Länder aufgenommen. Ein Aufenthaltsstipendium als Artist in Residence 2020 im Schriftsteller Haus Pazin - Kuca Za Pisce wurde wegen der Corona-Pandemie auf September 2021 verschoben.
Labas lebt in Frankfurt und ist als Autorin, Leiterin von kreativen Schreibworkshops und Familientherapeutin tätig. Sie ist Mitglied des PEN Berlin.

## Werk
Obwohl der Schwerpunkt von Labas‘ literarischer Arbeit vor allem in der Lyrik liegt, veröffentlichte sie auch einige Prosastücke in verschiedenen Anthologien.
Im Medium der lyrischen Sprache reinterpretiert Labas die bevorzugten Themen, indem sie einen tiefen Blick auf die destruktive Natur des Menschen in seinem Handeln, sowohl selbstbezogen als auch in den Beziehungen zu Mitmenschen und Umwelt, wirft. Ihre Haltung ist dabei weder überheblich distanziert noch trostlos resigniert. Ihre Lyrik ist dabei nie intellektualistisch oder verurteilend, sondern genuin leidenschaftlich und manchmal fast kindlich naiv beobachtend, am Prozess der verfrühten oder verspäteten, nie glattlaufenden, Menschwerdung beteiligt.
Es erfolgt eine Zusammenarbeit mit dem Historischen Museum Frankfurt, Labas wurde 2018 in der dortigen Bibliothek der Generationen aufgenommen und kooperiert mit dem Museum als „Stadtlaborantin“. 2019 nahm sie mit ihrer multimedialen Installation Wurzelkoffergeschichten an der Ausstellung Kein Leben von der Stange teil, wobei auch Vertonungen ihrer Gedichte durch die Komponistin Inga Rosenberg vorgetragen wurden. 2021 nahm sie an der Ausstellung des Stadtlabors Spurensuche im Heute – Frankfurt und der NS teil.

## Weitere Projekte
Ein weiteres Projekt von Labas wurde von der Hessischen Kulturstiftung gefördert und in Kooperation mit dem Institut für Allgemeine und Vergleichende Literaturwissenschaften der Goethe-Universität durchgeführt. Studierende produzierten das Video „Zwischen Lebenstraum und Covid 19“ mit den entstandenen lyrischen Texten. 2019 stellte sie in einem Gastbeitrag mit Diskussion am Institut für Erziehungswissenschaften das Thema Kindheit und Familie im Wandel der Migration am Beispiel des „Gastarbeiter- und Kofferkindes“ vor.
Im Bereich der ästhetisch-kulturellen Bildung an Schulen führte Labas eine „Kreativstätte“ mit Abiturienten der Albert-Schweitzer-Schule in Offenbach durch, gefördert vom Kulturfonds RheinMain. Labas war im Schuljahr 2020/21 als Schulkünstlerin an der IGS Schillerschule tätig, gefördert von der Stiftung der Frankfurter Sparkasse 1822 und der Sparkassen-Kulturstiftung Hessen Thüringen.

## Werke

### Lyrik
- zwoelf. gedichte im gras am himmel unter der sonne & im schnee. Größenwahn Verlag, Frankfurt am Main 2017, ISBN 978-3-95771-144-1.
- durst der krieger. Liebesgedichte. Luburn Verlag, Frankfurt am Main 2021, ISBN 978-3-9820547-2-8.
- Helioszweige. Gedichte. Verlag der 9 Reiche, Gedichte. Grafiken von Steffen Büchner, Lyrik-Edition NEUN, Bd. 28, Berlin, Verlag der 9 Reiche, 2024, ISBN 978-3-948999-28-5.

### Prosa
- Zartbittere Verführung. Erzählung. Größenwahn Verlag, Frankfurt am Main 2017, ISBN 978-3-95771-155-7.

### Drama
- mit Gaetano Biccari: Nach dem Absturz. Uraufführung im Kellertheater Frankfurt am 17. Juni 2022.[13][14]